# Fachwerkkirche Wartha

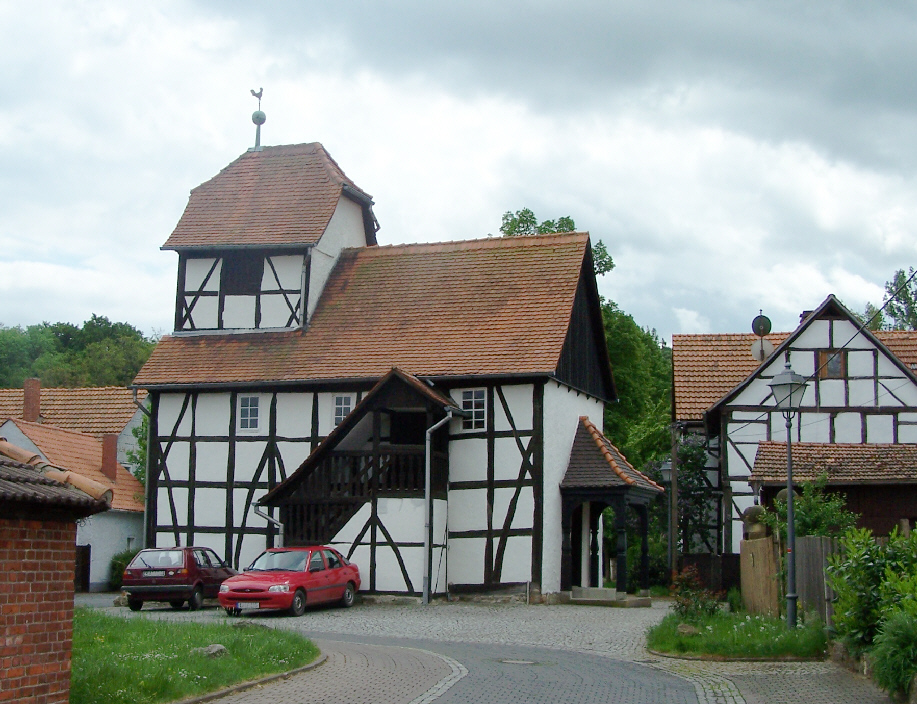
Die Dorfkirche in Wartha, Ansicht von Nordwesten

Die evangelische Fachwerkkirche Wartha ist eine denkmalgeschützte Filialkirche im Stadtteil Wartha der Stadt Eisenach in Thüringen. Sie ist die älteste und mit einer Grundfläche von 10 mal 5,8 Metern auch die kleinste Fachwerkkirche Thüringens.

## Geschichte
Ausweislich der einstigen Wetterfahne wurde die Kirche im Jahr 1586 errichtet.
Bei der Sprengung der Warthaer Werra-Brücke am 1. April 1945 zerstörte die Druckwelle die jahrhundertealten Fenster der Kirche. Sie wurden 1954 durch neue Buntglasfenster ersetzt. Die Kirche wurde 1979 als Kulturdenkmal ausgewiesen und in die Denkmalliste des damaligen Kreises Eisenach aufgenommen.

## Bauweise

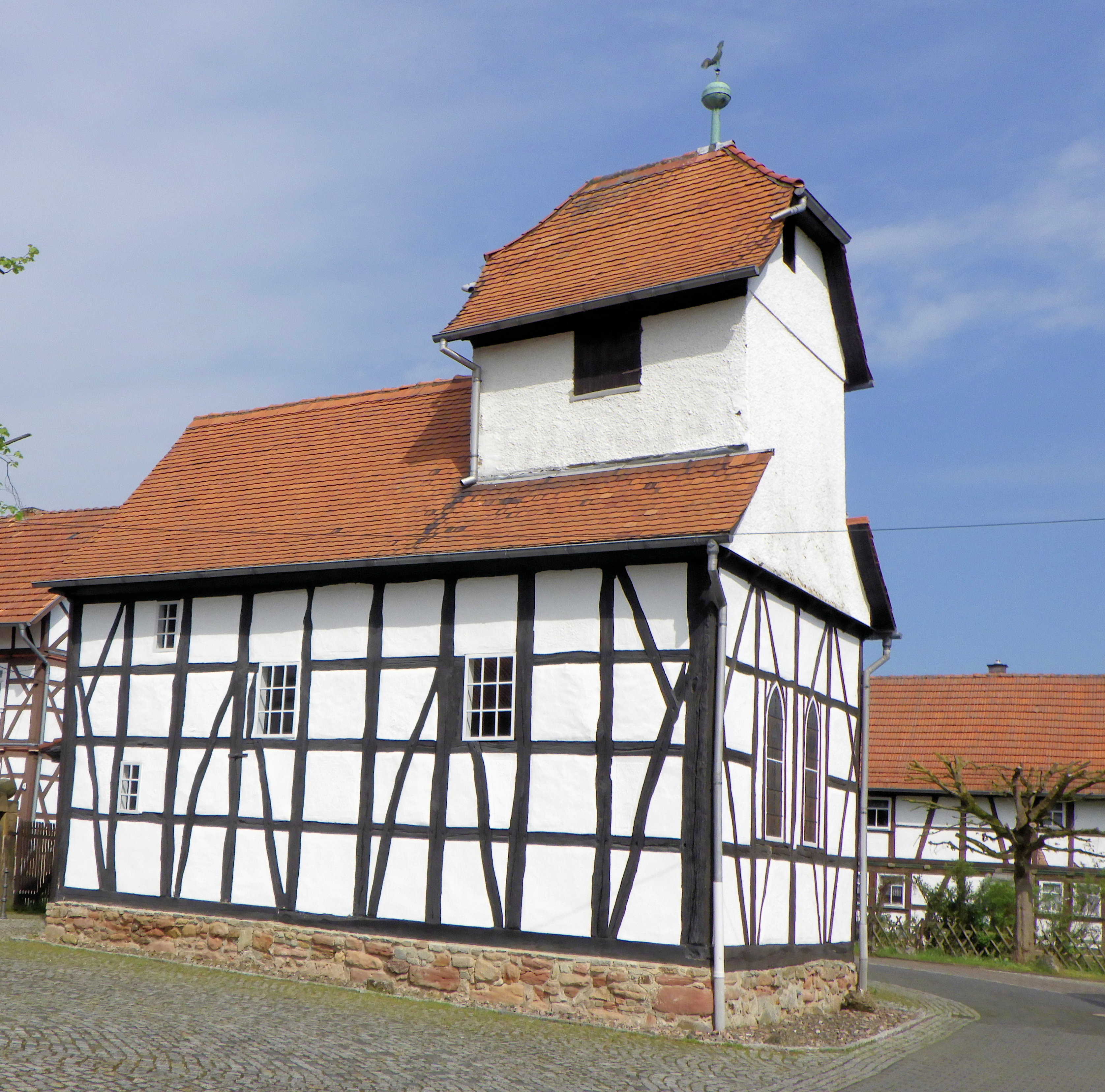
Ansicht von Südosten

Das Bauwerk wurde in Ständerbauweise errichtet. Für die schrägen, sich kreuzenden Wandstreben an der Außenseite wurden größtenteils gekrümmte Baumstämme verwendet. Im Inneren ist der rechteckige Saal mit eingeschossigen Emporen an Nord- und Westseite sowie einer Flachdecke ausgestattet. Die Emporen sind über einen Treppenaufgang in einer Vorlaube zu erreichen, die an der nördlichen Traufseite in Fachwerkbauweise angebaut ist. In der Mitte des Innenraumes befindet sich ein verzierter Holzpfeiler, der den Unterzugbalken der Decke und die Empore stützt.

## Ausstattung
Der achtseitige Taufstein der Kirche stammt aus dem Jahr 1587, die Bronzeglocke im Dachturm an der Ostseite der Kirche aus dem 16. Jahrhundert. Hinter dem Altar befinden sich zwei Spitzbogenfenster, die mit Buntglas und Blei im Art-déco-Stil gestaltet wurden. Zwischen den Fenstern befindet sich ein holzgeschnitztes Kruzifix aus dem 17. Jahrhundert. Die um 1846 von der Firma Knauf im klassizistischen Stil erbaute Orgel wurde im Jahr 2000 restauriert.

## Sonstiges
Ein Modell der Kirche befindet sich seit 2014 im Freizeitpark mini-a-thür in Ruhla.